# 新保村 (新潟県)
新保村（しんぼむら）は、かつて新潟県中蒲原郡にあった村。1901年11月1日の新設合併によって消滅し、現在は新潟市秋葉区の一部となっている。
以下の記述は合併直前当時の旧新保村に関しての記述であり、現在では名称等が異なる場合がある。なお、ここに記述されていない内容に関しては新潟市などの記事を参照。

## 沿革
- 1889年（明治22年）4月1日 - 町村制施行に伴い中蒲原郡新保村、竜玄新田が合併し、新保村が発足。
- 1901年（明治34年）11月1日 - 中蒲原郡小須戸町、横水村、矢代田村と合併し、小須戸町を新設して消滅。

## 地域
新保村は、合併した村名を継承する以下の大字で構成される。
新保（しんぼ）

1889年（明治22年）まであった新保村の区域。現在の新潟市秋葉区新保。
竜玄（りゅうげん）

1889年（明治22年）まであった竜玄新田の区域。現在の新潟市秋葉区竜玄。